# Cynodon gibbus
Cynodon gibbus es una especie de pez de la familia Cynodontidae en el orden de los Characiformes.

## Morfología
Los machos pueden llegar alcanzar los 28 cm de longitud total.

## Hábitat
Es un pez y de clima tropical.

## Distribución geográfica
Se encuentran en Sudamérica:  cuencas de los ríos  Amazonas y Orinoco, y ríos de la Guayana.